# エンサイクロペディア・タイタニカ
エンサイクロペディア・タイタニカ （英：Encyclopedia Titanica） は、1912年4月15日、氷山との接触が原因で沈没した豪華客船タイタニックに関するオンラインの参考資料集。広範なタイタニック関係資料が整備されており、日々更新されている。使用言語は英語。

## 概要
エンサイクロペディア・タイタニカ（Encyclopedia Titanica） とは「タイタニックの百科事典」という意味で、豪華客船タイタニックに関する様々な資料（乗客乗員の経歴、各デッキの図面、新聞記事など）が集められているオンラインのデータベースである。世界中の歴史家や熱心なタイタニック・ファンから情報が寄せられ、日々更新されている。運営は非営利である。
エンサイクロペディア・タイタニカは、1996年9月、初めてインターネット上に公開された。開設者は、フィリップ・ヒンド（Philip Hind）である。1999年3月までに、閲覧数は60万ヒットに達した。同年4月、ニューヨーク・タイムズは「おそらく最も総合的なタイタニックのサイトである」と報じている 。

## 内容
エンサイクロペディア・タイタニカは、豪華客船タイタニックや乗客その他関連する様々な事柄について、広範にわたる資料が集められている。乗客乗員ひとりひとりに対して独立したページを設け、最もデータが少ないページでも経歴の基本的な部分はおさえている。多くのページで、詳しい経歴や写真、当時のニュース記事が整えられている。世界中のタイタニック歴史家たち（プロもアマも含めて）から寄せられた、他所では発表されていない調査報告も掲載されている。
また、エンサイクロペディア・タイタニカの電子掲示板には書き込みが盛んに行なわれ、2007年10月現在、参加メンバーは5,000名を超え、書き込みは20万件にも達している。電子掲示板で議論されるテーマには、次のようなものがある。
| - 乗客に関する調査 （Passenger Research） - 船室ナンバー （Cabin Numbers） - 衝突と沈没に関する諸説 （Collision and Sinking Theories） - 乗員に関する調査 （Crew Research） - 発見・引揚・探索 （Discovery, Salvage and Exploration） - 金ぴか時代 （The Gilded Age） - 船上の生活 （Life on Board） - 犠牲者と救助者 （Lost and Saved） | - 事態を黙殺した可能性がある船 （Ships that may have stood still） - 建造・設計 （Construction and Design） - アート・写真・音楽 （Titanic Art, Photography and Music） - 書籍 （Titanic Books） - 映画 （Titanic Movies） - テレビ （Titanic on TV） - その他の船舶や海難事故 （Other Ships and Shipwrecks） |